# Es Devlin

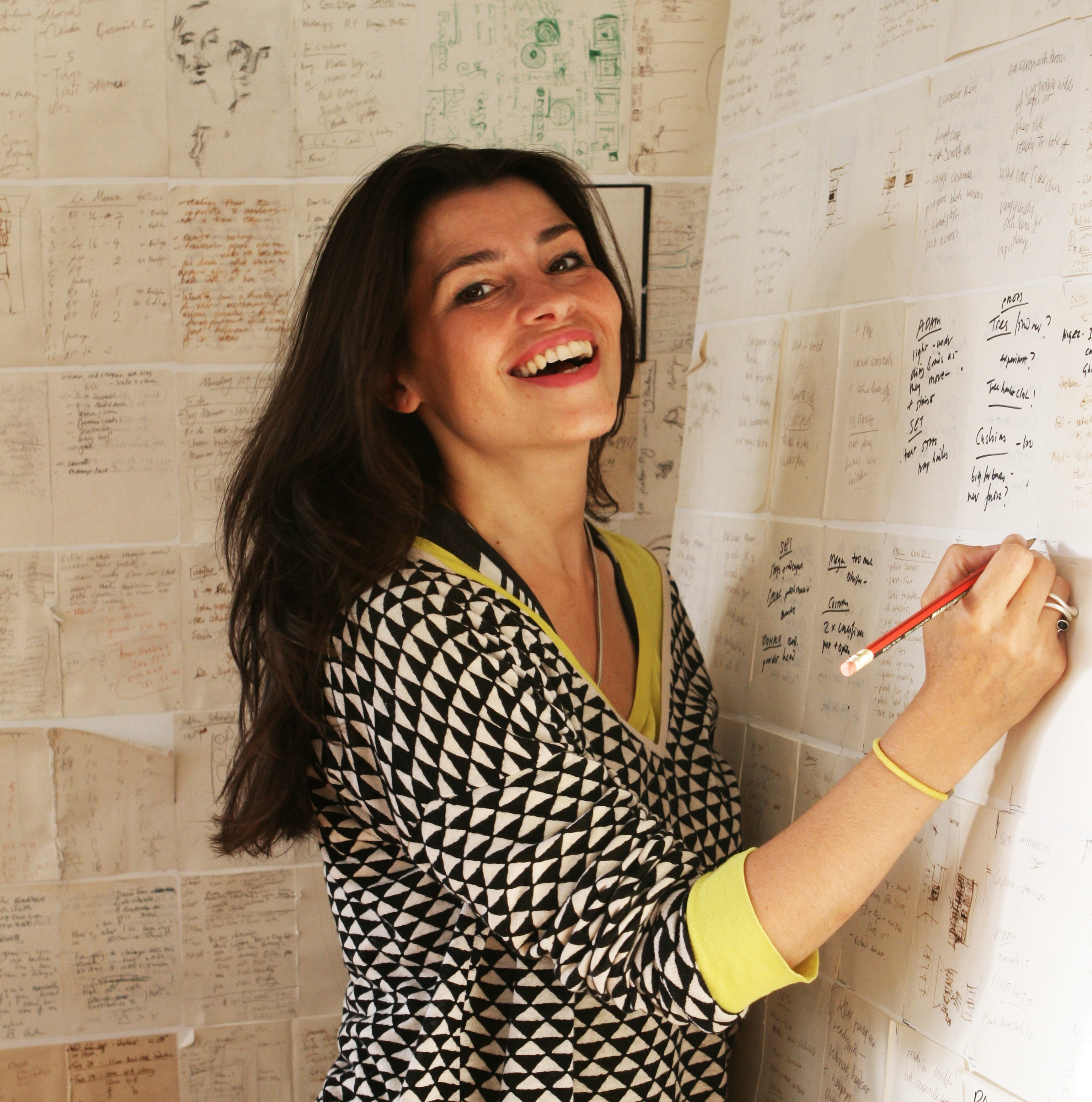
Es Devlin (2016)

Esmeralda „Es“ Devlin CBE RDI (* 24. September 1971 in Kingston upon Thames, London) ist eine britische Künstlerin und Set-Designerin. Ihre Arbeiten sind multimedial und bekannt für ihre großflächigen, performativen Skulpturen und Bühnenumgebungen, die Licht, Musik und Sprache verbinden.

## Leben und Ausbildung
Es Devlin studierte anfänglich Englische Literatur an der Bristol University, besuchte einen Grundlagenkurs in Bildender Kunst an der Londoner Central St. Martins Universität und studierte schließlich Bühnenbild an der Londoner Motley Theatre Design School. Vor der Aufnahme zum Hauptstudium absolvierte sie einen künstlerischen Vorkurs. 
Devlin ist mit dem Kostümdesigner Jack Galloway verheiratet, mit dem sie zwei Kinder hat und in London lebt.

## Werke und Ausstellungen
Devlins Schaffen ist interdisziplinär und reicht von Ausstellungen über Live-Musikperformances bis hin zu traditionellerem Bühnendesign. Devlin war zudem verantwortlich für die Gestaltung der Schlussfeier der Olympischen Sommerspiele 2012 in London sowie der Eröffnungsfeier in Rio 2016.
Devlin war verantwortliche Architektin für den Pavillon des Vereinigten Königreichs auf der Expo 2020 in Dubai.
Devlin war künstlerische Direktorin der London Design Biennale 2021.

### Einige Ausstellungen und Werke
- Bühnenbild für Othello der The New York Metropolitan Opera
- Mirrormaze (Peckham, London, 2016)[6]
- Singing Tree (Victoria & Albert Museum, London, 2017)
- Memory Palace (Pitzhanger Manor, London, 2019)[7]
- Bühnendesign für verschiedenste Musik-Künstler, darunter Beyoncé Formation Tour in 2016, Billie Eilish, The Weeknd[8], U2, Kanye West und Jay-Z Watch the Throne Tour in 2011 und Adele[9] (2015).

## Auftritte und Dokumentationen
- „Culture in Quarantine“, selbstgefilmte Masterclass für die BBC, Mai 2020.[10]
- TED Talk „Mind-blowing stage sculptures that fuse music and technology“, April 2019.[11]
- „Abstract: The Art of Design“. Dokumentation auf Netflix. Staffel 1, Episode 3. 2017.[12]